# Tunnel d'Ézéchias
Le tunnel d'Ézéchias, ou tunnel de Siloé, a été fini à Jérusalem en 709 av. J.-C. sous le règne d'Ézéchias, roi de Juda, pour ravitailler la ville en eau en cas de siège (il est mentionné dans 2Rois 20:20 et dans 2Chron 32:30).
C'est un site d'un grand intérêt archéologique : avec celui d'Eupalinos, situé dans l'île de Samos en Grèce et datant du VIe siècle, ce tunnel est considéré comme une des plus grandes œuvres en matière d'ingénierie hydraulique de la période préclassique.

## Fouilles
Le tunnel a été découvert en 1838 par l'archéologue Edward Robinson puis nettoyé par l’équipe de Montague Parker (1909-1911). Les fouilles archéologiques sur le site ont repris en 1978. En 1980, des Juifs orthodoxes ont tenté de faire interdire le chantier qui, selon eux, profanait un cimetière. Mais la Cour Suprême leur a donné tort et a autorisé la poursuite des fouilles. Le travail a repris durant une quinzaine d'années à compter de 1995.

## Description
Le tunnel a une longueur de 533 mètres avec une galerie de 1,63 mètre de hauteur ; il relie la source de Gihon au bassin de Siloé (bassin supérieur) sur un dénivelé de 2,27 mètres. D'après l'inscription de Silwan, il aurait été creusé sous la cité de David, au sud-est de la Vieille ville, par deux équipes travaillant à chacune des extrémités et se rejoignant en son milieu. Le tunnel a une curieuse forme en « S ». Selon l'architecte Henry Sulley (en), cette forme s'expliquerait par le fait qu'il suit une fissure naturelle dans le rocher. Pour le géologue israélien Dan Gill, les deux équipes de creusement auraient plutôt suivi une dissolution de tunnel karstique et naturelle.
Fait étonnant, le dénivelé d'un bout à l'autre du tunnel n'est que de 32 centimètres.

## Contexte historique
Selon le Deuxième livre des Rois, un tunnel est construit avant 701 av. J.-C. (daté au radiocarbone en 2003) sur ordre d'Ézéchias, roi de Juda de 721 à 698 av. J.-C. Le roi de Juda a dû faire face à l’afflux considérable de réfugiés qui, durant la deuxième moitié du VIIIe siècle, fuyaient l'avancée des armées assyriennes ; celles-ci avançaient, à travers la Syrie et la Palestine en direction de l’Égypte. Cet afflux était particulièrement important après la chute de Samarie, capitale du Royaume d'Israël en 722 av. J.-C.. Ézéchias fait entourer Jérusalem, qui s'était étendue vers l'est et le sud, de murailles, et assurait l'approvisionnement en eau de la ville par un tunnel. Le royaume de Juda est largement dévasté par l'armée du roi assyrien Sennacherib mais Jérusalem, qui n'a visiblement pas été assiégée, est épargnée. Ézéchias envoie une ambassade à Ninive pour se soumettre et paie un lourd tribut de 30 talents d’or et 800 talents d’argent.
Le tunnel est généralement considéré comme un des préparatifs d'Ézéchias face à la menace assyrienne. Certains chercheurs estiment cependant que le tunnel n'est pas une œuvre militaire et que son percement s'inscrit mieux dans le contexte du développement de Jérusalem sous le règne de Manassé, le fils d'Ézéchias.

## L'inscription

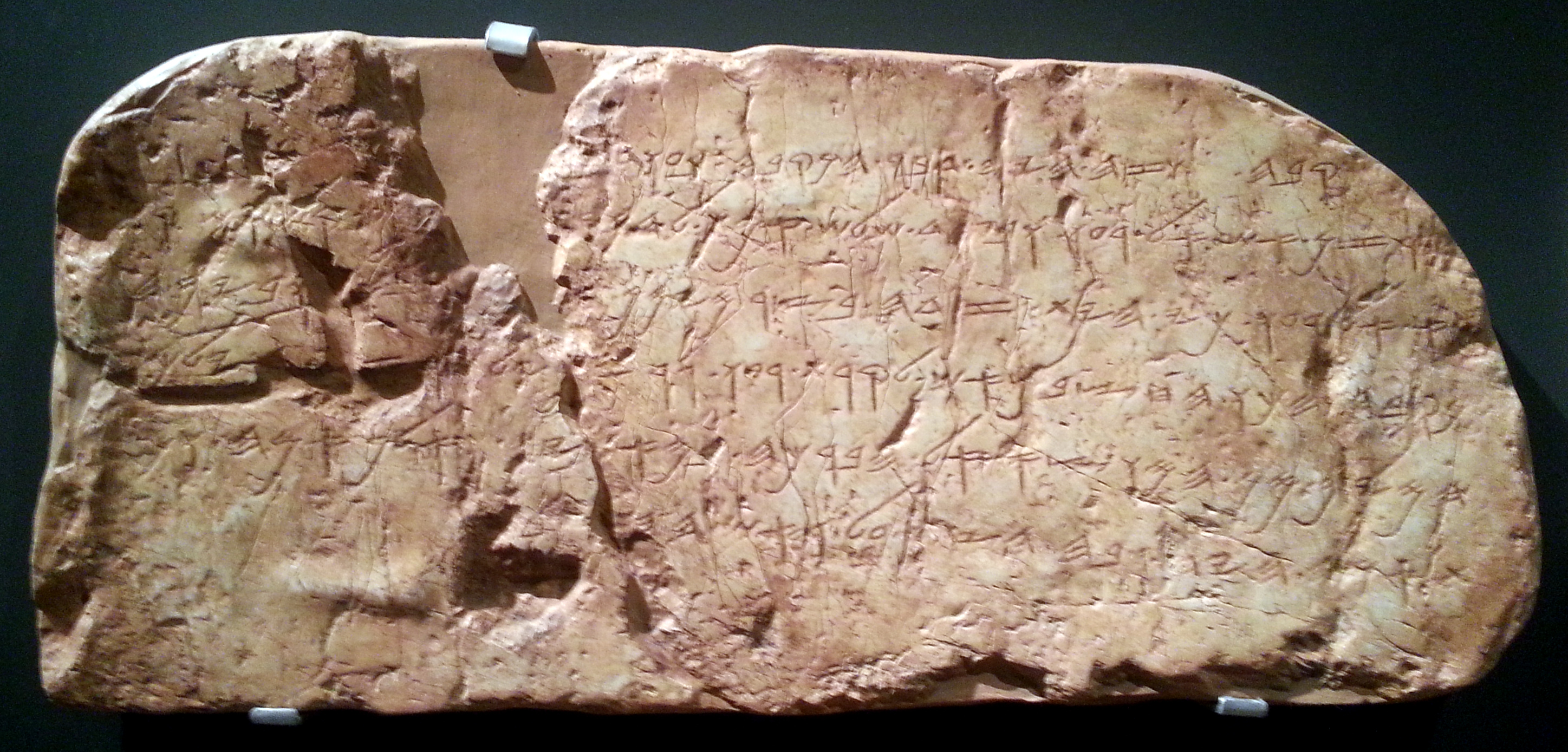
L'inscription de Siloé.

Une inscription en hébreu ancien, dite inscription de Silwan, fut découverte par hasard en juin 1880 par un jeune baigneur allemand, Jacob Eliahu, à 2 mètres de hauteur et à 6 mètres de la sortie de Siloé. Un particulier tenta de l'extraire, ce qui la brisa en plusieurs fragments. Le gouvernement turc en fut informé et récupéra les fragments. Elle est la plus ancienne inscription connue en hébreu classique.
L'inscription relate la fin des travaux. Bien que le texte soit en partie endommagé, la reconstitution en est possible. Le voici :

« ...Le creusement. Voici l’histoire du creusement. Pendant que les tailleurs de la roche brandissaient leurs outils chacun en face de ses compagnons, un moment où manquaient trois coudées (1,50 m) pour la perforation, la voix d’un homme fut entendue, demandant à son compagnon pourquoi il y avait une crevasse. À la droite… Le jour de la perforation, les mineurs frappèrent chacun pour rencontrer son compagnon… et les eaux s’écoulèrent de la source jusqu’à la piscine, environ 1200 coudées (533 m). La roche était à 100 coudées (50 m) au-dessus de la tête des tailleurs de la roche. »

La pierre se trouve désormais au Musée des Œuvres de l'Orient Ancien à Istanbul. Vu que la pierre ne mentionne pas le roi Ézéchias, une polémique a émergé sur la véracité des faits avancés dans la Bible, malgré une datation au carbone 14 en 2003. En 1995, des paléographes américains affirment que l'inscription date du XXe siècle av. J.-C..

## Deux tunnels plus anciens
En 1867, Charles Warren découvre une galerie en trois éléments, qui depuis porte son nom : à partir de la source, un chenal souterrain de 20 mètres de long amenait l'eau jusqu'au bas d'un puits vertical d'une douzaine de mètres ; en haut de ce puits, se trouvait un tunnel en escalier long de 39 mètres et présentant une dénivellation de 12,7 mètres. L'eau devait être hissée du puits par seaux, puis portée le long du tunnel en escalier,.
Un autre ouvrage enterré est découvert en 1889. Il relie également la source de Gihon au bassin inférieur de Siloé, par un tracé partiellement en tunnel, plus direct que le tunnel d'Ézéchias. Cet ouvrage est connu sous le nom de « canal de l'âge de bronze moyen », à cause de sa datation. L’archéologue israélien Ronny Reich, spécialiste de l'ancienne Jérusalem, a calculé qu'il a été construit vers 1800 av. J. C. (donc durant l'âge du bronze), et donc que l'eau de la source a été déviée des siècles avant le règne d'Ézéchias. La construction originale se comprend comme un fossé profond d'environ six mètres, couvert par de larges plaques de roche cachées ensuite par la végétation. Ce canal est plus étroit que le tunnel, mais on peut y marcher dans la plus grande partie. En plus de sa sortie dans le bassin de Siloé, le canal a plusieurs ouvertures qui permettent d'irriguer les jardins face à la vallée du Cédron.